# Tíndaro
Tíndaro ou Tindáreo (em grego:  Τυνδάρεος ou ático Τυνδάρεως), na mitologia grega, era rei de Esparta, marido de Leda, e pai de Clitemnestra e Castor. Quando Menelau e Agamemnon foram exilados de Micenas, estes foram procurar refúgio em Esparta. Tíndaro os recebeu muito bem, e casou Helena com Menelau, e Clitemnestra com Agamemnon. 
Tinha dois irmãos, um era Icário (não confundir com Ícaro, filho de Dédalo), que seria pai de Penélope, e outro era Hipocoonte, que foi morto por Hércules. Hipocoonte usurpou o trono de Esparta por algum tempo.
Tíndaro viveu por muito tempo, um dos homens que teve a vida mais longa em sua época.